# Azuelo
Azuelo település Spanyolországban, Navarra autonóm közösségben. Azuelo Aguilar de Codés, Aras, Torralba Del Río, Bargota és Campezo-Kanpezu községekkel határos. Lakosainak száma 33 fő (2024).

## Népesség
A település népessége az elmúlt években az alábbi módon változott:
| Lakosok száma | 52   | 46   | 51   | 41   | 38   | 37   | 34   | 31   | 26   | 33   |
|               | 2001 | 2004 | 2007 | 2009 | 2012 | 2014 | 2017 | 2019 | 2022 | 2024 |